# Paul d’Albert de Luynes

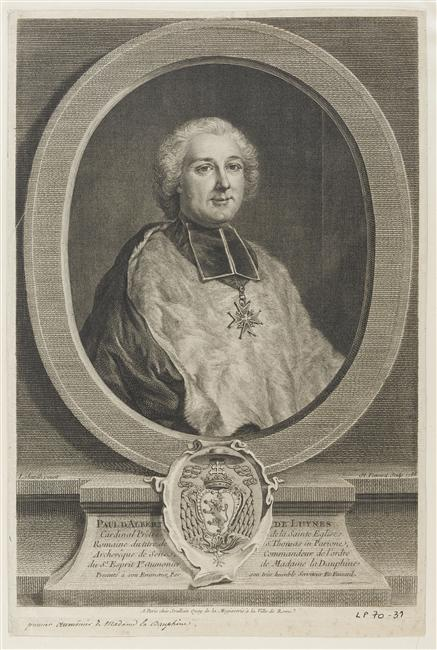
Kardinal Paul d'Albert de Luynes (1703–1788). Stich von Étienne Fessard

Paul d’Albert de Luynes (* 5. Januar 1703 in Versailles; † 21. Januar 1788 in Paris) war ein französischer Geistlicher, Erzbischof von Sens und Kardinal.

## Leben

### Abstammung und frühe Jahre
Er entstammte dem hochadligen Haus Albert und war das jüngste von vier Kindern des Maréchal de camp Honoré-Charles d’Albert de Luynes, Herzog von Montfort-l’Amaury (1669–1704), und dessen Ehefrau Marie Anne Jeanne de Courcillon († 1718). Seine erste Bildung erfuhr er durch seine Mutter und die Großeltern väterlicherseits. Sein Großvater war befreundet mit dem Erzbischof von Cambrai François de Salignac de la Mothe-Fénelon, auch nachdem dieser in Ungnade gefallen war. So lernte de Luynes das Lesen mit Fénelons Les Aventures de Télémaque, einer kaum verhüllten Kritik an der französischen Monarchie.
Zunächst ergriff er, der Familientradition folgend, die militärische Laufbahn und wurde am 6. März 1719 zum Oberst eines Infanterieregiments ernannt. Nach einem heftigen Streit wurde der junge Offizier zum Duell gefordert. Seine Mutter stellte ihn vor die Wahl, sich entweder zu duellieren oder eine kirchliche Laufbahn einzuschlagen, und de Luynes entschied sich für Letzteres. Er nahm seinen Abschied aus dem Militärdienst, besuchte das Seminar von Saint-Sulpice und später die Universität in Bourges, wo er einen Doktorgrad erlangte. Seine Familie erreichte bei Kardinal Henri-Pons de Thiard de Bissy, dem Bischof von Meaux, dass dieser de Luynes zu seinem Generalvikar ernannte. Entgegen seiner persönlichen Vorliebe für ein ruhiges und zurückgezogenes Leben veranlassten ihn seine gesellschaftliche Stellung und die Freundschaft zu Königin Maria Leszczynska, der Gemahlin König Ludwigs XV., am königlichen Hof zu leben. 1727 wurde er zum Kommendatarabt von Saint-Vigor de Cérisy in der Diözese Bayeux ernannt. Zwei Jahre darauf schlug ihn der Premierminister, Kardinal André-Hercule de Fleury, dem König für das Bischofsamt vor. Nach anfänglichem Zögern nahm Abbé de Luynes an.

### Bischofsamt

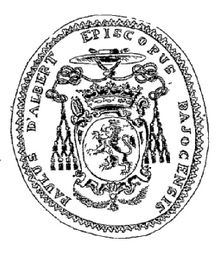
Siegel mit seinem Wappen als Bischof von Bayeux

Am 17. August 1729 wurde de Luynes zum Bischof von Bayeux ernannt. Die Bischofsweihe spendete ihm am 25. September desselben Jahres in der Kirche Saint-Germain in Paris der Erzbischof von Rouen, Louis La Vergne-Montenard de Tressan; Mitkonsekratoren waren Léon de Beaumont, Bischof von Saintes, und César Le Blanc, Bischof von Avranches. Nachdem er den Treueid auf den König geleistet hatte, nahm er am 11. Dezember 1729 vom Bistum Besitz. Er visitierte regelmäßig die Gemeinden seiner Diözese, hielt mehrere Diözesansynoden ab und organisierte Volksmissionen, bei denen er auch selbst predigte. Seine Fastenpredigt 1732 in Bayeux rief eine scharfe Reaktion der Jansenisten hervor. In einer Streitschrift mit dem Titel Remotrances des fidèles de la ville de Bayeux à M. de Luynes, leur évêque (Beschwerden der Gläubigen der Stadt Bayeux an M. de Luynes, ihren Bischof) beklagten sie sich über die Missionen in Bayeux, Caen und weiteren Städten. Hintergrund war der übertriebene Eifer und die Intransigenz der Eudistenpatres bei der Anwendung der päpstlichen Bulle Unigenitus Dei Filius von 1713 sowie deren mangelnde Fähigkeiten in der Seelsorge, wenn sie etwa einigen Gläubigen auf den bloßen Verdacht des Jansenismus hin die Sakramente verweigerten. Diese Vorfälle machten de Luynes zur Zielscheibe der jansenistischen Untergrundschrift Les Nouvelles ecclésiastiques.
Am 28. März 1743 wurde de Luynes Mitglied der Académie Française, wo er Kardinal Fleury nachfolgte. Auf Vorschlag des Bischofs von Mirepoix Jean François Boyer wurde er am 14. Januar 1747 vom König zum Almosenier der Madame la Dauphine Maria Josepha von Sachsen ernannt. Am 9. August 1753 schließlich ernannte Ludwig XV. ihn zum Erzbischof von Sens. Obwohl es de Luynes schwerfiel, resignierte er am 21. September 1753 auf den Bischofssitz von Bayeux und wurde am 26. November desselben Jahres als Erzbischof von Sens präkonisiert, am selben Tag empfing er das Pallium. Die Erzdiözese nahm er im Juni 1754 in Besitz. 1755 wurde er Ehrenmitglied der Académie des Sciences und 1756 Kommendatarabt von Corbie.

### Kardinal

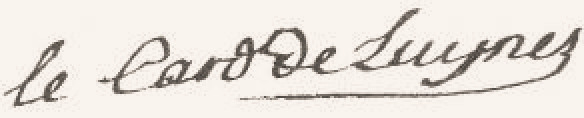
Signatur des Kardinals (1756 oder danach)

Papst Benedikt XIV. kreierte ihn im Konsistorium vom 5. April 1756 zum Kardinal und ernannte ihm am 2. August 1758 zum Kardinalpriester der Titelkirche San Tommaso in Parione. Von 1756 bis 1761 widmete er sich seinen Aufgaben als Hofgeistlicher und übergeordneten kirchlichen wie staatlichen Aufgaben, die aufgrund des Siebenjährigen Krieges dringlich wurden, die Führung der Diözese überließ er seinen Generalvikaren. Er war Teilnehmer am Konklave 1758, aus dem Clemens XIII. als Papst hervorging. Ab 1761 widmete er sich fast ausschließlich seinen bischöflichen Aufgaben und nahm insbesondere wieder Pastoralbesuche in den Gemeinden wahr. 1761 fand eine Versammlung der französischen Bischöfe im erzbischöflichen Palais in Sens statt, von der eine Petition an den Papst zugunsten der Jesuiten erging; der entsprechende Brief an den Papst mit Fürsprache für die Jesuiten und den Erzbischof von Paris wird Kardinal de Luynes zugeschrieben. Eine Versammlung des französischen Klerus von 1765, an der er teilnahm, widersprach deutlich der Aufhebung des Jesuitenordens. Am 20. Dezember 1765 begleitete er seinen Freund, den Dauphin Louis Ferdinand, in dessen letzten Stunden und leitete auch die Beisetzung des Dauphin in der Kathedrale von Sens. Am 13. März 1767 stand er auch der Dauphine Maria Josepha von Sachsen in deren Todesstunde zur Seite. Nach dem Tod seiner Freunde zog er sich in seine Erzdiözese zurück und widmete ihr seine Schaffenskraft. Er nahm am Konklave 1769 teil, bei dem Papst Clemens XIV. gewählt wurde. 1774 war er bei der Salbung König Ludwigs XVI. anwesend und hielt namens der eingeladenen Kleriker eine Ansprache an den König. Er war unter den Kardinälen des Konklave 1774–1775, das Papst Pius VI. wählte.

### Letzte Jahre und Tod
Im September 1779 wurde sein goldenes Bischofsjubiläum mit großem Prunk in Sens gefeiert. Von 1784 bis zu seinem Tod war er Kardinalprotopriester.
Kardinal de Luynes starb 1788 und wurde in der Kathedrale von Sens beigesetzt. Am 25. März 1794 wurde das Grab geschändet und seine Gebeine wurden auf den großen Friedhof von Sens gebracht, wo sie bis heute ruhen.

## Wirken als Naturforscher
Paul d’Albert de Luynes beschäftigte sich mit Astronomie und Physik und machte astronomische Beobachtungen in Sens, Fontainebleau und von seinem Haus in Versailles aus. Die Ergebnisse seiner Beobachtungen sind in den Berichten der Académie des sciences zwischen 1761 und 1772 festgehalten. Im Jahr 1768 veröffentlichte er eine Studie zu den Eigenschaften von Quecksilber in Barometern.

## Veröffentlichungen
- Propriétés du mercure dans les baromètres, 1768
- Instruction pastorale contre la doctrine des incrédules et portant condamnation du Système de la Nature du baron d'Holbach, 1770